# Reigomys primigenus
Reigomys primigenus és una espècie de mamífer rosegador orizomini extint conegut a partir de jaciments del Plistocè situats al departament de Tarija (sud-est de Bolívia). Se n'ha trobat diverses mandíbules i una sèrie de molars aïllades que són gairebé iguals que les de Lundomys, un parent vivent. D'altra banda, el paladar d'aquest animal presenta diversos caràcters derivats que l'acosten a Holochilus, el grup que engloba les rates palustres de Sud-amèrica. Per aquest motiu, l'espècie fou assignada al gènere Holochilus en ser descrita per primera vegada el 1996. Tanmateix, els descobriments posteriors de Noronhomys i Carletonomys, que podrien tenir una relació més estreta amb les espècies actuals de Holochilus que H. primigenus, posà en dubte la pertinença d'aquest animal a Holochilus i desembocà en la seva reclassificació com a única espècie del gènere Reigomys.